# Tworki (Skrodzkie)
Tworki – przysiółek wsi Skrodzkie w Polsce położony w województwie podlaskim, w powiecie grajewskim, w gminie Rajgród.
W okresie międzywojennym miejscowość była siedzibą komisariatu Straży Celnej „Tworki” oraz stacjonowała tu placówka Straży Celnej „Tworki”.
W 1929 r. wieś należała do gminy Bełda. Majątek ziemski posiadał tu Józef Kotowicz (138 mórg). Był jeden sklep spożywczy.
W latach 1975–1998 przysiółek administracyjnie należał do województwa łomżyńskiego.